# Isabelle Roberts
Pour les articles homonymes, voir Roberts.
Isabelle Roberts est une journaliste et entrepreneuse française, née en 1972.

## Biographie
Ancienne étudiante en anglais à l'Université Michel de Montaigne (Bordeaux III) dans les années 1990, Isabelle Roberts forme avec Raphaël Garrigos le duo Les Garriberts. Les deux journalistes animent ensemble la rubrique médias de Libération pendant 15 ans. Ils quittent le quotidien janvier 2015 pour préparer la création du journal en ligne Les Jours qu'ils lancent en 2016 et qu'elle préside,,.
Le duo publie en 2006 la Bonne Soupe, sur le journal télévisé de 13 heures de Jean-Pierre Pernaut sur TF1 et en 2016 L’empire. Comment Vincent Bolloré a mangé Canal, recueil d'articles publiés sur Les Jours. 